# Major League Soccer 1999
Navigation
Édition précédente Édition suivante
Le Major league Soccer 1999 est la 4e saison de la Major League Soccer, le championnat professionnel de football (soccer) des États-Unis. À noter que le Crew de Columbus devient au cours de cette année le premier club à être équipé de son propre stade, le Columbus Crew Stadium.
Deux places qualificatives pour la Coupe des champions de la CONCACAF 2000 sont attribuées aux finalistes du championnat.

## Les 12 franchises participantes

### Carte
| Rapids du Colorado Crew de Columbus D.C. United Burn de Dallas Wizards de Kansas City Galaxy de Los Angeles Mutiny de Tampa Bay Revolution de la Nouvelle-Angleterre MetroStars Clash de · San José Fire de Chicago Fusion de Miami |

| Association Ouest - Fire de Chicago - Rapids du Colorado - Burn de Dallas - Wizards de Kansas City - Galaxy de Los Angeles - Clash de San José | Association Est - Crew de Columbus - D.C. United - MetroStars - Fusion de Miami - Revolution de la Nouvelle-Angleterre - Mutiny de Tampa Bay |

### Stades
| Fire de Chicago  | Rapids du Colorado | Crew de Columbus      | D.C. United          |
| ---------------- | ------------------ | --------------------- | -------------------- |
| Soldier Field    | Mile High Stadium  | Columbus Crew Stadium | RFK Memorial Stadium |
| Capacité: 61.500 | Capacité: 76.273   | Capacité: 22.555      | Capacité: 46.000     |
|                  |                    |                       |                      |

| Burn de Dallas   | Wizards de Kansas City | Galaxy de Los Angeles | Fusion de Miami  |
| ---------------- | ---------------------- | --------------------- | ---------------- |
| Cotton Bowl      | Arrowhead Stadium      | Rose Bowl             | Lockhart Stadium |
| Capacité: 92.100 | Capacité: 81.425       | Capacité: 92.542      | Capacité: 20.450 |
|                  |                        |                       |                  |

| MetroStars       | Revolution de la Nouvelle-Angleterre | Clash de San José | Mutiny de Tampa Bay   |
| ---------------- | ------------------------------------ | ----------------- | --------------------- |
| Giants Stadium   | Foxboro Stadium                      | Spartan Stadium   | Raymond James Stadium |
| Capacité: 80.200 | Capacité: 60.292                     | Capacité: 30.456  | Capacité: 65.857      |
|                  |                                      |                   |                       |

### Entraîneurs
Durant l'intersaison, Thomas Rongen a été nommé entraîneur du D.C. United en remplacement de Bruce Arena qui, lui est le nouveau sélectionneur des États-Unis.
Après le licenciement de Ron Newman durant la saison, Dave Dir reste le seul entraîneur en poste dans la même franchise depuis la saison inaugurale de la MLS.
| Équipe                               | Entraîneur                                                           |
| ------------------------------------ | -------------------------------------------------------------------- |
| Fire de Chicago                      | Bob Bradley                                                          |
| Rapids du Colorado                   | Glenn Myernick                                                       |
| Crew de Columbus                     | Tom Fitzgerald                                                       |
| D.C. United                          | Thomas Rongen                                                        |
| Burn de Dallas                       | Dave Dir                                                             |
| Wizards de Kansas City               | Ron Newman Ken Fogarty (14/04/1999) Bob Gansler (29/04/1999)         |
| Galaxy de Los Angeles                | Octavio Zambrano Ralph Perez (22/04/1999) Sigi Schmid (25/04/1999)   |
| Fusion de Miami                      | Ivo Wortmann                                                         |
| Revolution de la Nouvelle-Angleterre | Walter Zenga Steve Nicol (30/09/1999)                                |
| MetroStars                           | Bora Milutinović                                                     |
| Clash de San José                    | Brian Quinn Jorge Espinoza (12/09/1999) Lothar Osiander (23/09/1999) |
| Mutiny de Tampa Bay                  | Tim Hankinson                                                        |

## Format de la compétition
- Les 12 équipes sont réparties en 2 associations : Association Ouest (6 équipes) et la Association Est (6 équipes).
- Toutes les équipes disputent 32 rencontres qui se répartissent comme suit :
  - 4 rencontres (deux à domicile et deux à l'extérieur) contre chaque équipe de son association
  - 2 rencontres (une à domicile et une à l'extérieur) contre les équipes de l'association opposée
- Les matchs nuls n'existent pas. En effet, en cas d'égalité à la fin du temps réglementaire, les deux équipes disputent une séance de tirs au but. Contrairement à une séance de tirs au but classique, les joueurs partent des 35 yards (environ 32 mètres du but) et ont cinq secondes pour tirer au but. La victoire vaut 3 points si elle est acquise dans le temps réglementaire et 1 point si elle est acquise aux tirs au but. La défaite vaut dans les deux cas zéro point.
- Les quatre meilleures équipes de chaque association se qualifient pour les séries éliminatoires.
- La différence particulière (points dans les confrontations directes) puis la différence de buts générale départagent les équipes en cas d'égalité.

## Saison régulière

### Classements des associations Ouest et Est
| Rang | Équipe                 | Pts | J  | G  | Gt | P  | Bp | Bc | Diff |
| ---- | ---------------------- | --- | -- | -- | -- | -- | -- | -- | ---- |
| 1    | Galaxy de Los Angeles  | 54  | 32 | 17 | 3  | 12 | 49 | 29 | +20  |
| 2    | Burn de Dallas         | 51  | 32 | 16 | 3  | 13 | 54 | 35 | +19  |
| 3    | Fire de Chicago T      | 48  | 32 | 15 | 3  | 14 | 51 | 36 | +15  |
| 4    | Rapids du Colorado     | 48  | 32 | 14 | 6  | 12 | 38 | 39 | -1   |
| 5    | Clash de San José      | 37  | 32 | 9  | 10 | 13 | 48 | 49 | -1   |
| 6    | Wizards de Kansas City | 20  | 32 | 6  | 2  | 24 | 33 | 53 | -20  |

| Rang | Équipe                               | Pts | J  | G  | Gt | P  | Bp | Bc | Diff |
| ---- | ------------------------------------ | --- | -- | -- | -- | -- | -- | -- | ---- |
| 1    | D.C. United                          | 57  | 32 | 17 | 6  | 9  | 65 | 43 | +22  |
| 2    | Crew de Columbus                     | 45  | 32 | 13 | 6  | 13 | 48 | 39 | +9   |
| 3    | Mutiny de Tampa Bay                  | 32  | 32 | 9  | 5  | 18 | 51 | 50 | +1   |
| 4    | Fusion de Miami                      | 29  | 32 | 8  | 5  | 19 | 42 | 59 | -17  |
| 5    | MetroStars                           | 26  | 32 | 7  | 5  | 20 | 38 | 53 | -15  |
| 6    | Revolution de la Nouvelle-Angleterre | 15  | 32 | 4  | 3  | 25 | 32 | 64 | -32  |

- MLS Supporters' Shield et qualification en séries éliminatoires
- Franchise qualifiée pour les séries éliminatoires

T : Tenant du titre

### Résultats
Source : Résultats de la saison

#### Matchs inter-associations
| Résultats (▼dom., ►ext.)                                   | CHI  | COLO | COLU | DCU  | DAL  | KAN  | LA   | MET  | MIA  | N-A  | SJ   | TAM  |
| Fire de Chicago                                            |      |      | 1-2  | 3-2  |      |      |      | 2-0  | 1-2A | 2-1  |      | 2-1A |
| Rapids du Colorado                                         |      |      | 0-3  | 0-1  |      |      |      | 2-0  | 4-1  | 1-0A |      | 2-3A |
| Crew de Columbus                                           | 2-3A | 2-1  |      |      | 4-1  | 2-1  | 2-1A |      |      |      | 4-3A |      |
| D.C. United                                                | 3-1  | 1-2  |      |      | 4-1  | 3-0  | 1-2  |      |      |      | 1-2A |      |
| Burn de Dallas                                             |      |      | 2-0  | 3-0  |      |      |      | 2-0  | 2-1  | 2-0  |      | 2-1  |
| Wizards de Kansas City                                     |      |      | 0-1  | 3-4A |      |      |      | 6-0  | 2-0  | 0-1  |      | 4-3  |
| Galaxy de Los Angeles                                      |      |      | 1-2A | 0-2  |      |      |      | 4-1  | 1-2  | 1-0  |      | 0-1A |
| MetroStars                                                 | 1-2  | 0-1  |      |      | 2-5  | 1-2  | 0-1A |      |      |      | 1-2  |      |
| Fusion de Miami                                            | 1-4  | 2-0  |      |      | 2-1A | 1-0  | 1-2  |      |      |      | 1-2  |      |
| Revolution de la Nouvelle-Angleterre                       | 2-0  | 1-2  |      |      | 0-1  | 3-2  | 2-5  |      |      |      | 1-2  |      |
| Clash de San José                                          |      |      | 1-2  | 2-1A |      |      |      | 2-1A | 6-1  | 2-1  |      | 2-1A |
| Mutiny de Tampa Bay                                        | 2-1A | 0-1  |      |      | 1-2  | 1-2A | 2-4  |      |      |      | 2-1  |      |
| - Victoire à domicile - Match nul - Victoire à l'extérieur |      |      |      |      |      |      |      |      |      |      |      |      |

#### Matchs intra-associations

##### Association Ouest
| Résultats (▼dom., ►ext.)                                   | CHI | COLO | DAL  | KAN  | LA   | SJ   | CHI  | COLO | DAL  | KAN  | LA  | SJ   |
| Fire de Chicago                                            |     | 0-1  | 0-1A | 3-1  | 1-0  | 2-0  |      | 5-0  | 2-1A | 2-0  | 0-1 | 2-3A |
| Rapids du Colorado                                         | 2-0 |      | 2-1  | 2-1A | 1-0  | 4-2  | 0-1  |      | 0-3  | 1-0A | 1-0 | 1-0A |
| Burn de Dallas                                             | 1-2 | 1-2A |      | 4-0  | 1-0  | 2-1  | 4-3A | 0-2  |      | 5-0  | 4-3 | 1-0  |
| Wizards de Kansas City                                     | 0-3 | 1-2  | 1-0  |      | 2-1  | 1-2A | 1-2  | 0-1A | 1-2A |      | 0-1 | 3-2A |
| Galaxy de Los Angeles                                      | 2-1 | 2-1A | 1-0A | 1-0  |      | 1-0  | 1-0  | 4-0  | 2-0  | 2-1  |     | 3-1  |
| Clash de San José                                          | 1-3 | 3-2A | 2-1A | 2-0  | 2-1A |      | 2-0  | 4-3  | 2-1A | 1-0  | 1-4 |      |
| - Victoire à domicile - Match nul - Victoire à l'extérieur |     |      |      |      |      |      |      |      |      |      |     |      |

##### Association Est
| Résultats (▼dom., ►ext.)                                   | COLU | DCU  | MET  | MIA  | N-A  | TAM  | COLU | DCU  | MET  | MIA  | N-A  | TAM  |
| Crew de Columbus                                           |      | 1-2  | 2-1  | 4-0  | 2-0  | 0-1A |      | 1-2A | 1-2  | 2-1  | 2-1A | 1-2A |
| D.C. United                                                | 1-0  |      | 2-1  | 3-1  | 2-3  | 3-2A | 2-1  |      | 2-1A | 3-1  | 1-2A | 2-4  |
| MetroStars                                                 | 1-0  | 0-1  |      | 3-2  | 3-4A | 0-1  | 2-4  | 1-4  |      | 0-1  | 1-2A | 2-1A |
| Fusion de Miami                                            | 2-0  | 1-3  | 2-3A |      | 2-1A | 2-1  | 4-1  | 2-3A | 2-0  |      | 2-1A | 3-2A |
| Revolution de la Nouvelle-Angleterre                       | 0-1A | 2-3A | 3-2  | 1-0A |      | 0-1  | 0-1A | 0-2  | 2-1  | 4-3A |      | 1-5  |
| Mutiny de Tampa Bay                                        | 2-3  | 2-5  | 1-2A | 2-1  | 2-3  |      | 2-1  | 1-2  | 1-2  | 1-0  | 4-1  |      |
| - Victoire à domicile - Match nul - Victoire à l'extérieur |      |      |      |      |      |      |      |      |      |      |      |      |

A Quand un score est suivi d'une lettre, cela signifie que le match en question s'est terminé par une séance de tirs au but. Si le score inscrit est 3-2, cela signifie que l'équipe gagnante a remporté la séance de tirs au but après un match nul 2-2 dans le temps réglementaire.

## Séries éliminatoires

### Règlement
Les demi-finales ainsi que les finales d'association se déroulent au meilleur des trois matchs avec match aller et match d'appui éventuel chez le terrain du mieux classé. En cas d'égalité à l'issue d'un match, une séance de tirs au but est alors disputée. Contrairement à une séance de tirs au but classique, les joueurs partent des 35 yards (environ 32 mètres du but) et ont cinq secondes pour tirer au but.
La finale MLS, se déroule sur un match au Foxboro Stadium de Foxborough avec prolongation (but en or) et tirs au but pour départager si nécessaire les équipes. Les deux finalistes se qualifient pour les quarts de finale de la Coupe des champions de la CONCACAF 2000.

### Tableau
|  | Demi-finales d'Association | Demi-finales d'Association | Demi-finales d'Association   | Demi-finales d'Association |                            |                            | Finales d'Association        | Finales d'Association        | Finales d'Association        | Finales d'Association        |  |  | MLS Cup 1999                             | MLS Cup 1999                             | MLS Cup 1999                             | MLS Cup 1999                             |
|  |                            |                            |                              |                            |                            |                            |                              |                              |                              |                              |  |  |                                          |                                          |                                          |                                          |
|  | 16 et 24 octobre           | 16 et 24 octobre           | 16 et 24 octobre             | 16 et 24 octobre           |                            |                            | 31 octobre, 7 et 13 novembre | 31 octobre, 7 et 13 novembre | 31 octobre, 7 et 13 novembre | 31 octobre, 7 et 13 novembre |  |  | 21 novembre, Foxboro Stadium, Foxborough | 21 novembre, Foxboro Stadium, Foxborough | 21 novembre, Foxboro Stadium, Foxborough | 21 novembre, Foxboro Stadium, Foxborough |
|  | 16 et 24 octobre           | 16 et 24 octobre           | 16 et 24 octobre             | 16 et 24 octobre           |                            |                            | 31 octobre, 7 et 13 novembre | 31 octobre, 7 et 13 novembre | 31 octobre, 7 et 13 novembre | 31 octobre, 7 et 13 novembre |  |  | 21 novembre, Foxboro Stadium, Foxborough | 21 novembre, Foxboro Stadium, Foxborough | 21 novembre, Foxboro Stadium, Foxborough | 21 novembre, Foxboro Stadium, Foxborough |
|  | (E1) D.C. United           | (E1) D.C. United           | 2 - 0 (3)                    | 2 - 0 (3)                  |                            |                            | 31 octobre, 7 et 13 novembre | 31 octobre, 7 et 13 novembre | 31 octobre, 7 et 13 novembre | 31 octobre, 7 et 13 novembre |  |  | 21 novembre, Foxboro Stadium, Foxborough | 21 novembre, Foxboro Stadium, Foxborough | 21 novembre, Foxboro Stadium, Foxborough | 21 novembre, Foxboro Stadium, Foxborough |
|  | (E1) D.C. United           | (E1) D.C. United           | 2 - 0 (3)                    | 2 - 0 (3)                  |                            |                            | 31 octobre, 7 et 13 novembre | 31 octobre, 7 et 13 novembre | 31 octobre, 7 et 13 novembre | 31 octobre, 7 et 13 novembre |  |  | 21 novembre, Foxboro Stadium, Foxborough | 21 novembre, Foxboro Stadium, Foxborough | 21 novembre, Foxboro Stadium, Foxborough | 21 novembre, Foxboro Stadium, Foxborough |
|  | (E4) Fusion de Miami       | (E4) Fusion de Miami       | 0 - 0 (2)                    | 0 - 0 (2)                  |                            |                            | 31 octobre, 7 et 13 novembre | 31 octobre, 7 et 13 novembre | 31 octobre, 7 et 13 novembre | 31 octobre, 7 et 13 novembre |  |  | 21 novembre, Foxboro Stadium, Foxborough | 21 novembre, Foxboro Stadium, Foxborough | 21 novembre, Foxboro Stadium, Foxborough | 21 novembre, Foxboro Stadium, Foxborough |
|  | (E4) Fusion de Miami       | (E4) Fusion de Miami       | 0 - 0 (2)                    | 0 - 0 (2)                  | (E1) D.C. United           | (E1) D.C. United           | 2 - 1 - 4                    | 2 - 1 - 4                    |                              |                              |  |  | 21 novembre, Foxboro Stadium, Foxborough | 21 novembre, Foxboro Stadium, Foxborough | 21 novembre, Foxboro Stadium, Foxborough | 21 novembre, Foxboro Stadium, Foxborough |
|  | 17 et 22 octobre           |                            |                              |                            | (E1) D.C. United           | (E1) D.C. United           | 2 - 1 - 4                    | 2 - 1 - 4                    |                              |                              |  |  | 21 novembre, Foxboro Stadium, Foxborough | 21 novembre, Foxboro Stadium, Foxborough | 21 novembre, Foxboro Stadium, Foxborough | 21 novembre, Foxboro Stadium, Foxborough |
|  |                            |                            | (E2) Crew de Columbus        | (E2) Crew de Columbus      | 1 - 5 - 0                  | 1 - 5 - 0                  |                              |                              |                              |                              |  |  | 21 novembre, Foxboro Stadium, Foxborough | 21 novembre, Foxboro Stadium, Foxborough | 21 novembre, Foxboro Stadium, Foxborough | 21 novembre, Foxboro Stadium, Foxborough |
|  | (E2) Crew de Columbus      | (E2) Crew de Columbus      | (E2) Crew de Columbus        | (E2) Crew de Columbus      | 1 - 5 - 0                  | 1 - 5 - 0                  | 2 - 2                        | 2 - 2                        |                              |                              |  |  | 21 novembre, Foxboro Stadium, Foxborough | 21 novembre, Foxboro Stadium, Foxborough | 21 novembre, Foxboro Stadium, Foxborough | 21 novembre, Foxboro Stadium, Foxborough |
|  | (E2) Crew de Columbus      | (E2) Crew de Columbus      | 31 octobre, 7 et 11 novembre |                            |                            |                            | 2 - 2                        | 2 - 2                        |                              |                              |  |  | 21 novembre, Foxboro Stadium, Foxborough | 21 novembre, Foxboro Stadium, Foxborough | 21 novembre, Foxboro Stadium, Foxborough | 21 novembre, Foxboro Stadium, Foxborough |
|  | (E3) Mutiny de Tampa Bay   | (E3) Mutiny de Tampa Bay   | 0 - 0                        | 0 - 0                      |                            |                            |                              |                              |                              |                              |  |  | 21 novembre, Foxboro Stadium, Foxborough | 21 novembre, Foxboro Stadium, Foxborough | 21 novembre, Foxboro Stadium, Foxborough | 21 novembre, Foxboro Stadium, Foxborough |
|  | (E3) Mutiny de Tampa Bay   | (E3) Mutiny de Tampa Bay   | 0 - 0                        | 0 - 0                      | (E1) D.C. United           | (E1) D.C. United           | 2                            | 2                            |                              |                              |  |  |                                          |                                          |                                          |                                          |
|  | 17 et 24 octobre           |                            |                              |                            | (E1) D.C. United           | (E1) D.C. United           | 2                            | 2                            |                              |                              |  |  |                                          |                                          |                                          |                                          |
|  |                            |                            | (O1) Galaxy de Los Angeles   | (O1) Galaxy de Los Angeles | 0                          | 0                          |                              |                              |                              |                              |  |  |                                          |                                          |                                          |                                          |
|  | (O1) Galaxy de Los Angeles | (O1) Galaxy de Los Angeles | (O1) Galaxy de Los Angeles   | (O1) Galaxy de Los Angeles | 0                          | 0                          | 3 - 2                        | 3 - 2                        |                              |                              |  |  |                                          |                                          |                                          |                                          |
|  | (O1) Galaxy de Los Angeles | (O1) Galaxy de Los Angeles |                              |                            |                            |                            |                              |                              |                              |                              |  |  |                                          |                                          |                                          |                                          |
|  | (O4) Rapids du Colorado    | (O4) Rapids du Colorado    | 0 - 0                        | 0 - 0                      |                            |                            |                              |                              |                              |                              |  |  |                                          |                                          |                                          |                                          |
|  | (O4) Rapids du Colorado    | (O4) Rapids du Colorado    | 0 - 0                        | 0 - 0                      | (O1) Galaxy de Los Angeles | (O1) Galaxy de Los Angeles | 2 - 2 (3) - 3                | 2 - 2 (3) - 3                |                              |                              |  |  |                                          |                                          |                                          |                                          |
|  | 16, 23 et 27 octobre       |                            |                              |                            | (O1) Galaxy de Los Angeles | (O1) Galaxy de Los Angeles | 2 - 2 (3) - 3                | 2 - 2 (3) - 3                |                              |                              |  |  |                                          |                                          |                                          |                                          |
|  |                            |                            | (O2) Burn de Dallas          | (O2) Burn de Dallas        | 1 - 2 (4) - 1              | 1 - 2 (4) - 1              |                              |                              |                              |                              |  |  |                                          |                                          |                                          |                                          |
|  | (O2) Burn de Dallas        | (O2) Burn de Dallas        | (O2) Burn de Dallas          | (O2) Burn de Dallas        | 1 - 2 (4) - 1              | 1 - 2 (4) - 1              | 2 - 0 - 3                    | 2 - 0 - 3                    |                              |                              |  |  |                                          |                                          |                                          |                                          |
|  | (O2) Burn de Dallas        | (O2) Burn de Dallas        |                              |                            |                            |                            |                              | 2 - 0 - 3                    |                              |                              |  |  |                                          |                                          |                                          |                                          |
|  | (O3) Fire de Chicago       | (O3) Fire de Chicago       | 1 - 4 - 2                    | 1 - 4 - 2                  |                            |                            |                              |                              |                              |                              |  |  |                                          |                                          |                                          |                                          |
|  | (O3) Fire de Chicago       | (O3) Fire de Chicago       | 1 - 4 - 2                    | 1 - 4 - 2                  |                            |                            |                              |                              |                              |                              |  |  |                                          |                                          |                                          |                                          |
|  |                            |                            |                              |                            |                            |                            |                              |                              |                              |                              |  |  |                                          |                                          |                                          |                                          |

### Résultats

#### Demi-finales d'association

##### Association Est
| 16 octobre 1999 | D.C. United                                          | 2 - 0 | Fusion de Miami |                                                                                             |                                                                                             |
|                 | · Lassiter 23e · Moreno 34e · Moreno 88e · Olsen 88e |       | 21e Wynalda     | Robert F. Kennedy Memorial Stadium, Washington Spectateurs : 18 011 Arbitrage : Tim Weyland | Robert F. Kennedy Memorial Stadium, Washington Spectateurs : 18 011 Arbitrage : Tim Weyland |
|                 | Rapport                                              |       |                 | Robert F. Kennedy Memorial Stadium, Washington Spectateurs : 18 011 Arbitrage : Tim Weyland | Robert F. Kennedy Memorial Stadium, Washington Spectateurs : 18 011 Arbitrage : Tim Weyland |

| 24 octobre 1999                                           | Fusion de Miami                             | 0 - 0 2 - 3 t. a. b.                                        | D.C. United                   |                                                                                      |                                                                                      |
|                                                           | Marshall 8e · Mastroeni 34e · Gutierrez 35e |                                                             | · 35e Williams · 79e Presthus | Lockhart Stadium, Fort Lauderdale Spectateurs : 8 446 Arbitrage : Ricardo Valenzuela | Lockhart Stadium, Fort Lauderdale Spectateurs : 8 446 Arbitrage : Ricardo Valenzuela |
|                                                           | Rapport                                     |                                                             |                               | Lockhart Stadium, Fort Lauderdale Spectateurs : 8 446 Arbitrage : Ricardo Valenzuela | Lockhart Stadium, Fort Lauderdale Spectateurs : 8 446 Arbitrage : Ricardo Valenzuela |
| Mastroeni · Heaps · Rooney · Martínez · Vargas · Marshall | Tirs au but 2 - 3                           | Etcheverry · A.J. Wood · Agoos · Soñora · Aunger · Lassiter |                               | Lockhart Stadium, Fort Lauderdale Spectateurs : 8 446 Arbitrage : Ricardo Valenzuela | Lockhart Stadium, Fort Lauderdale Spectateurs : 8 446 Arbitrage : Ricardo Valenzuela |

Le D.C. United se qualifie deux matchs à zéro.
| 17 octobre 1999 | Crew de Columbus                  | 2 - 0 | Mutiny de Tampa Bay |                                                                                |                                                                                |
|                 | DeBrito 50e · John 78e · John 84e |       | · 58e Lagos         | Columbus Crew Stadium, Columbus Spectateurs : 9 188 Arbitrage : Paul Tamberino | Columbus Crew Stadium, Columbus Spectateurs : 9 188 Arbitrage : Paul Tamberino |
|                 | Rapport                           |       |                     | Columbus Crew Stadium, Columbus Spectateurs : 9 188 Arbitrage : Paul Tamberino | Columbus Crew Stadium, Columbus Spectateurs : 9 188 Arbitrage : Paul Tamberino |

| 22 octobre 1999 | Mutiny de Tampa Bay           | 0 - 2 | Crew de Columbus                      |                                                                           |                                                                           |
|                 | · Valderrama 73e · Houser 78e |       | 23e West · 43e Clark · 88e Cunningham | Raymond James Stadium, Tampa Spectateurs : 14 392 Arbitrage : Tim Weyland | Raymond James Stadium, Tampa Spectateurs : 14 392 Arbitrage : Tim Weyland |
|                 | Rapport                       |       |                                       | Raymond James Stadium, Tampa Spectateurs : 14 392 Arbitrage : Tim Weyland | Raymond James Stadium, Tampa Spectateurs : 14 392 Arbitrage : Tim Weyland |

Le Crew de Columbus se qualifie deux matchs à zéro.

##### Association Ouest
| 17 octobre 1999 | Galaxy de Los Angeles                                                     | 3 - 0 | Rapids du Colorado                     |                                                                   |                                                                   |
|                 | Elliott 6e · Hendrickson 8e · Elliott 18e · Vanney 52e (pen.) · Jones 57e |       | · 13e Martinez · 63e Bent · 73e Harris | Rose Bowl, Pasadena Spectateurs : 16 307 Arbitrage : Marcel Yonan | Rose Bowl, Pasadena Spectateurs : 16 307 Arbitrage : Marcel Yonan |
|                 | Rapport                                                                   |       |                                        | Rose Bowl, Pasadena Spectateurs : 16 307 Arbitrage : Marcel Yonan | Rose Bowl, Pasadena Spectateurs : 16 307 Arbitrage : Marcel Yonan |

| 24 octobre 1999 | Rapids du Colorado                  | 0 - 2 | Galaxy de Los Angeles                                      |                                                                         |                                                                         |
|                 | Bravo 14e · Balboa 33e · Limpar 53e |       | · 60e Caligiuri · 74e Pena · 84e Franchino · 88e Franchino | Mile High Stadium, Denver Spectateurs : 6 542 Arbitrage : Richard Grady | Mile High Stadium, Denver Spectateurs : 6 542 Arbitrage : Richard Grady |
|                 | Rapport                             |       |                                                            | Mile High Stadium, Denver Spectateurs : 6 542 Arbitrage : Richard Grady | Mile High Stadium, Denver Spectateurs : 6 542 Arbitrage : Richard Grady |

Le Galaxy de Los Angeles se qualifie deux matchs à zéro.
| 16 octobre 1999 | Burn de Dallas                                                     | 2 - 1 | Fire de Chicago |                                                                    |                                                                    |
|                 | Daniv 50e · Graziani 52e · Graziani 61e · Santel 75e · Deering 89e |       | · 79e Ball      | Cotton Bowl, Dallas Spectateurs : 10 980 Arbitrage : Andrew Barnes | Cotton Bowl, Dallas Spectateurs : 10 980 Arbitrage : Andrew Barnes |
|                 | Rapport                                                            |       |                 | Cotton Bowl, Dallas Spectateurs : 10 980 Arbitrage : Andrew Barnes | Cotton Bowl, Dallas Spectateurs : 10 980 Arbitrage : Andrew Barnes |

| 23 octobre 1999 | Fire de Chicago                                                                   | 4 - 0 | Burn de Dallas                     |                                                                    |                                                                    |
|                 | · Nowak 18e · Kosecki 36e · Razov 42e · Kovalenko 47e · Armas 54e · Kovalenko 75e |       | 12e Jordan · 61e Dade · 89e Pareja | Soldier Field, Chicago Spectateurs : 13 197 Arbitrage : Ali Saheli | Soldier Field, Chicago Spectateurs : 13 197 Arbitrage : Ali Saheli |
|                 | Rapport                                                                           |       |                                    | Soldier Field, Chicago Spectateurs : 13 197 Arbitrage : Ali Saheli | Soldier Field, Chicago Spectateurs : 13 197 Arbitrage : Ali Saheli |

| 27 octobre 1999 | Burn de Dallas                                                                                            | 3 - 2 | Fire de Chicago                                                                                             |                                                                 |                                                                 |
|                 | · Rodriguez 20e · Kreis 24e · Graziani 29e · Dade 43e · Deering 55e · Rodríguez 84e (pen.) · Graziani 86e |       | 3e Razov · 5e Marsch · 11e Marsch · 50e Kosecki · 77e Gutierrez · 80e Thornton · 85e Dougherty · 88e Klopas | Cotton Bowl, Dallas Spectateurs : 9 795 Arbitrage : Kevin Stott | Cotton Bowl, Dallas Spectateurs : 9 795 Arbitrage : Kevin Stott |
|                 | Rapport                                                                                                   |       | | Cotton Bowl, Dallas Spectateurs : 9 795 Arbitrage : Kevin Stott | Cotton Bowl, Dallas Spectateurs : 9 795 Arbitrage : Kevin Stott |

Le Burn de Dallas se qualifie deux matchs à un.

#### Finales de association

##### Association Est
| 31 octobre 1999 | D.C. United                         | 2 - 1 | Crew de Columbus                              |                                                                                             |                                                                                             |
|                 | Moreno 15e · Aunger 24e · Olsen 72e |       | · 40e Yeagley · 73e Warzycha · 82e Cunningham | Robert F. Kennedy Memorial Stadium, Washington Spectateurs : 14 529 Arbitrage : Kevin Stott | Robert F. Kennedy Memorial Stadium, Washington Spectateurs : 14 529 Arbitrage : Kevin Stott |
|                 | Rapport                             |       |                                               | Robert F. Kennedy Memorial Stadium, Washington Spectateurs : 14 529 Arbitrage : Kevin Stott | Robert F. Kennedy Memorial Stadium, Washington Spectateurs : 14 529 Arbitrage : Kevin Stott |

| 7 novembre 1999 | Crew de Columbus                                               | 5 - 1 | D.C. United                                                     |                                                                             |                                                                             |
|                 | · Elcock 20e · Cunningham 41e · John 48e · John 61e · John 84e |       | 5e Clark · 7e Lassiter · 42e Yeagley · 52e DeBrito · 84e Aunger | Columbus Crew Stadium, Columbus Spectateurs : 12 778 Arbitrage : Brian Hall | Columbus Crew Stadium, Columbus Spectateurs : 12 778 Arbitrage : Brian Hall |
|                 | Rapport                                                        |       |                                                                 | Columbus Crew Stadium, Columbus Spectateurs : 12 778 Arbitrage : Brian Hall | Columbus Crew Stadium, Columbus Spectateurs : 12 778 Arbitrage : Brian Hall |

| 13 novembre 1999 | D.C. United                                                                           | 4 - 0 | Crew de Columbus | | |
|                  | Etcheverry 10e · Moreno 17e · Lassiter 34e · Pope 41e · Lassiter 52e · Etcheverry 86e |       | · 12e Warzycha   | Robert F. Kennedy Memorial Stadium, Washington Spectateurs : 21 451 Arbitrage : Ricardo Valenzuela | Robert F. Kennedy Memorial Stadium, Washington Spectateurs : 21 451 Arbitrage : Ricardo Valenzuela |
|                  | Rapport                                                                               |       |                  | Robert F. Kennedy Memorial Stadium, Washington Spectateurs : 21 451 Arbitrage : Ricardo Valenzuela | Robert F. Kennedy Memorial Stadium, Washington Spectateurs : 21 451 Arbitrage : Ricardo Valenzuela |

Le D.C. United se qualifie deux matchs à un.

##### Association Ouest
| 31 octobre 1999 | Galaxy de Los Angeles                         | 2 - 1 | Burn de Dallas                                      |                                                                 |                                                                 |
|                 | · Cienfuegos 39e · Pena 63e · Hendrickson 90e |       | 30e Daniv · 75e Graziani · 84e Broome · 88e Deering | Rose Bowl, Pasadena Spectateurs : 17 372 Arbitrage : Noel Kenny | Rose Bowl, Pasadena Spectateurs : 17 372 Arbitrage : Noel Kenny |
|                 | Rapport                                       |       |                                                     | Rose Bowl, Pasadena Spectateurs : 17 372 Arbitrage : Noel Kenny | Rose Bowl, Pasadena Spectateurs : 17 372 Arbitrage : Noel Kenny |

| 7 novembre 1999                                                         | Burn de Dallas                                                       | 2 - 2 4 - 3 t. a. b.                                                      | Galaxy de Los Angeles                                                          |                                                                         |                                                                         |
|                                                                         | · Graziani 33e · Dade 44e · Rodríguez 63e · Graziani 73e · Daniv 75e |                                                                           | 13e Hermosillo · 24e Hendrickson · 44e Jones · 54e Hermosillo · 65e Cienfuegos | Cotton Bowl, Dallas Spectateurs : 13 816 Arbitrage : Ricardo Valenzuela | Cotton Bowl, Dallas Spectateurs : 13 816 Arbitrage : Ricardo Valenzuela |
|                                                                         | Rapport                                                              |                                                                           |                                                                                | Cotton Bowl, Dallas Spectateurs : 13 816 Arbitrage : Ricardo Valenzuela | Cotton Bowl, Dallas Spectateurs : 13 816 Arbitrage : Ricardo Valenzuela |
| Santel · Jairo Tréllez · Farrer · Daniv · Rodríguez · Pareja · Graziani | Tirs au but 4 - 3                                                    | Jones · Cienfuegos · Vanney · Hendrickson · Hermosillo · Caligiuri · Pena |                                                                                | Cotton Bowl, Dallas Spectateurs : 13 816 Arbitrage : Ricardo Valenzuela | Cotton Bowl, Dallas Spectateurs : 13 816 Arbitrage : Ricardo Valenzuela |

| 11 novembre 1999 | Galaxy de Los Angeles                                                                                            | 3 - 1 | Burn de Dallas                                                                       |                                                                 |                                                                 |
|                  | Vanney 3e (pen.) · Hermosillo 20e · Cienfuegos 54e · Caligiuri 55e · Cienfuegos 68e · Pena 85e · Hendrickson 88e |       | · 7e Farrer · 26e Haynes · 40e Eck · 72e Graziani · 84e Rodríguez · 89e (pen.) Kreis | Rose Bowl, Pasadena Spectateurs : 25 703 Arbitrage : Brian Hall | Rose Bowl, Pasadena Spectateurs : 25 703 Arbitrage : Brian Hall |
|                  | Rapport |       |                                                                                      | Rose Bowl, Pasadena Spectateurs : 25 703 Arbitrage : Brian Hall | Rose Bowl, Pasadena Spectateurs : 25 703 Arbitrage : Brian Hall |

Le Galaxy de Los Angeles se qualifie deux matchs à un.

#### MLS Cup 1999
| 21 novembre 1999 | Galaxy de Los Angeles   | 0 - 2 | D.C. United                                                    | Foxboro Stadium, Foxborough                  |                                              |
|                  | · Jones 24e · Myers 90e |       | 19e Moreno · 45+3e Olsen · 53e Olsen · 69e Talley · 76e Soñora | Spectateurs : 44 910 Arbitrage : Tim Weyland | Spectateurs : 44 910 Arbitrage : Tim Weyland |
|                  | Rapport                 |       |                                                                | Spectateurs : 44 910 Arbitrage : Tim Weyland | Spectateurs : 44 910 Arbitrage : Tim Weyland |

## Leaders statistiques (saison régulière)

### Classement des buteurs (MLS Scoring Champion)
Le classement des buteurs se calcule de la manière suivante : 2 points pour un but et 1 point pour une passe.
| Rang | Joueur          | Club                                 | Buts | Passes | Points |
| ---- | --------------- | ------------------------------------ | ---- | ------ | ------ |
| 1    | Jason Kreis     | Burn de Dallas                       | 18   | 15     | 51     |
| 2    | Roy Lassiter    | D.C. United                          | 18   | 11     | 47     |
| 3    | Ronald Cerritos | Clash de San José                    | 15   | 9      | 39     |
| 4    | Stern John      | Crew de Columbus                     | 18   | 2      | 38     |
| 4    | Joe-Max Moore   | Revolution de la Nouvelle-Angleterre | 15   | 8      | 38     |
| 6    | Ante Razov      | Fire de Chicago                      | 14   | 7      | 35     |
| 7    | Jaime Moreno    | D.C. United                          | 10   | 13     | 33     |
| 7    | Raúl Díaz Arce  | Mutiny de Tampa Bay                  | 13   | 7      | 33     |
| 9    | Musa Shannon    | Mutiny de Tampa Bay                  | 12   | 5      | 29     |
| 9    | Jeff Cunningham | Crew de Columbus                     | 12   | 5      | 29     |

### Classement des passeurs
| Rang | Joueur              | Club                  | Passes |
| ---- | ------------------- | --------------------- | ------ |
| 1    | Steve Ralston       | Mutiny de Tampa Bay   | 18     |
| 2    | Marco Etcheverry    | D.C. United           | 17     |
| 2    | Mauricio Cienfuegos | Galaxy de Los Angeles | 17     |
| 4    | Jason Kreis         | Burn de Dallas        | 15     |
| 4    | Carlos Valderrama   | Mutiny de Tampa Bay   | 15     |
| 6    | Eddie Lewis         | Clash de San José     | 15     |
| 6    | Hendrig Gutierrez   | Fusion de Miami       | 15     |
| 8    | Jaime Moreno        | D.C. United           | 13     |
| 9    | Robert Warzycha     | Crew de Columbus      | 12     |

### Classement des gardiens
Il faut avoir joué au moins 1000 minutes pour être classé. Les statistiques sont faites seulement sur les matchs où les gardiens sont titulaires. 
| Rang | Gardien          | Club                   | MJ | MIN  | BE | BE/M |
| ---- | ---------------- | ---------------------- | -- | ---- | -- | ---- |
| 1    | Kevin Hartman    | Galaxy de Los Angeles  | 32 | 2870 | 29 | 0.91 |
| 2    | Marcus Hahnemann | Rapids du Colorado     | 13 | 1170 | 14 | 1.08 |
| 3    | Matt Jordan      | Burn de Dallas         | 29 | 2584 | 31 | 1.08 |
| 4    | Zach Thornton    | Fire de Chicago        | 30 | 2633 | 32 | 1.09 |
| 5    | Mark Dougherty   | Crew de Columbus       | 31 | 2745 | 35 | 1.15 |
| 6    | Ian Feuer        | Rapids du Colorado     | 19 | 1696 | 23 | 1.22 |
| 7    | Scott Garlick    | Mutiny de Tampa Bay    | 28 | 2471 | 36 | 1.31 |
| 8    | Joe Cannon       | Clash de San José      | 24 | 2160 | 32 | 1.33 |
| 9    | Tom Presthus     | D.C. United            | 26 | 2227 | 34 | 1.37 |
| 10   | Chris Snitko     | Wizards de Kansas City | 15 | 1350 | 26 | 1.73 |

## Récompenses individuelles

### Récompenses annuelles
| Trophée                            | Joueur                  | Club                  |
| ---------------------------------- | ----------------------- | --------------------- |
| Meilleur joueur (saison régulière) | Jason Kreis             | Burn de Dallas        |
| Meilleur joueur (finale MLS)       | Ben Olsen               | D.C. United           |
| Meilleur buteur                    | Jason Kreis (51 points) | Burn de Dallas        |
| Meilleur défenseur                 | Robin Fraser            | Galaxy de Los Angeles |
| Meilleur gardien                   | Kevin Hartman           | Galaxy de Los Angeles |
| Meilleur rookie                    | Jay Heaps               | Fusion de Miami       |
| Meilleur entraîneur                | Sigi Schmid             | Galaxy de Los Angeles |
| Meilleur arbitre                   | Paul Tamberino          |                       |
| Meilleur but                       | Marco Etcheverry        | D.C. United           |
| Action de l'année                  | Ronald Cerritos         | Clash de San José     |
| Trophée du fair-play (joueur)      | Steve Ralston           | Mutiny de Tampa Bay   |
| Trophée du fair-play (équipe)      |                         | Crew de Columbus      |

### Joueur du mois
| Mois      | Joueur          | Club                |
| --------- | --------------- | ------------------- |
| Mars      | Ante Razov      | Fire de Chicago     |
| Avril     | Musa Shannon    | Mutiny de Tampa Bay |
| Mai       | Roy Lassiter    | D.C. United         |
| Juin      | Jason Kreis     | Burn de Dallas      |
| Juillet   | Raúl Díaz Arce  | Mutiny de Tampa Bay |
| Août      | Matt Jordan     | Burn de Dallas      |
| Septembre | Ronald Cerritos | Clash de San José   |

### Joueur de la semaine
Il n'y a pas de joueur de la semaine en semaine 18 à cause du Match des étoiles de la MLS.
| Semaine    | Joueur            | Club                                 |
| ---------- | ----------------- | ------------------------------------ |
| Semaine 1  | Jason Kreis       | Burn de Dallas                       |
| Semaine 2  | Ante Razov        | Fire de Chicago                      |
| Semaine 3  | Walter Zenga      | Revolution de la Nouvelle-Angleterre |
| Semaine 4  | Matt Jordan       | Burn de Dallas                       |
| Semaine 5  | Jason Kreis       | Burn de Dallas                       |
| Semaine 6  | Ivan McKinley     | Revolution de la Nouvelle-Angleterre |
| Semaine 7  | Chris Armas       | Fire de Chicago                      |
| Semaine 8  | Jeff Cunningham   | Crew de Columbus                     |
| Semaine 9  | Mark Chung        | MetroStars                           |
| Semaine 10 | Roy Lassiter      | D.C. United                          |
| Semaine 11 | Giovanni Savarese | Revolution de la Nouvelle-Angleterre |
| Semaine 12 | Jason Kreis       | Burn de Dallas                       |
| Semaine 13 | Jaime Moreno      | D.C. United                          |
| Semaine 14 | Joe-Max Moore     | Revolution de la Nouvelle-Angleterre |
| Semaine 15 | Jorge Dely Valdés | Rapids du Colorado                   |
| Semaine 16 | Stern John        | Crew de Columbus                     |
| Semaine 17 | Jason Kreis       | Burn de Dallas                       |
| Semaine 19 | Chris Klein       | Wizards de Kansas City               |
| Semaine 20 | Raúl Díaz Arce    | Mutiny de Tampa Bay                  |
| Semaine 21 | Luboš Kubík       | Fire de Chicago                      |
| Semaine 22 | Kevin Hartman     | Galaxy de Los Angeles                |
| Semaine 23 | Ariel Graziani    | Burn de Dallas                       |
| Semaine 24 | Jaime Moreno      | D.C. United                          |
| Semaine 25 | Manny Lagos       | Mutiny de Tampa Bay                  |
| Semaine 26 | Giovanni Savarese | Revolution de la Nouvelle-Angleterre |
| Semaine 27 | Eddie Lewis       | Clash de San José                    |
| Semaine 28 | Brian McBride     | Crew de Columbus                     |
| Semaine 29 | Jason Kreis       | Burn de Dallas                       |
| Semaine 30 | Jason Kreis       | Burn de Dallas                       |

## Bilan
| Major League Soccer 1999                                  |                        |
| Champion                                                  | D.C. United (3e titre) |
| Play-offs                                                 | D.C. United            |
| Play-offs                                                 | Galaxy de Los Angeles  |
| Play-offs                                                 | Burn de Dallas         |
| Play-offs                                                 | Fire de Chicago        |
| Play-offs                                                 | Rapids du Colorado     |
| Play-offs                                                 | Crew de Columbus       |
| Play-offs                                                 | Mutiny de Tampa Bay    |
| Play-offs                                                 | Fusion de Miami        |
| Coupes et trophées                                        |                        |
| Vainqueur de la Coupe des États-Unis 1999                 | Rhinos de Rochester    |
| Qualifications continentales                              |                        |
| Coupe des champions de la CONCACAF 2000 (quart de finale) | D.C. United            |
| Coupe des champions de la CONCACAF 2000 (quart de finale) | Galaxy de Los Angeles  |